# Archiwum Zenona

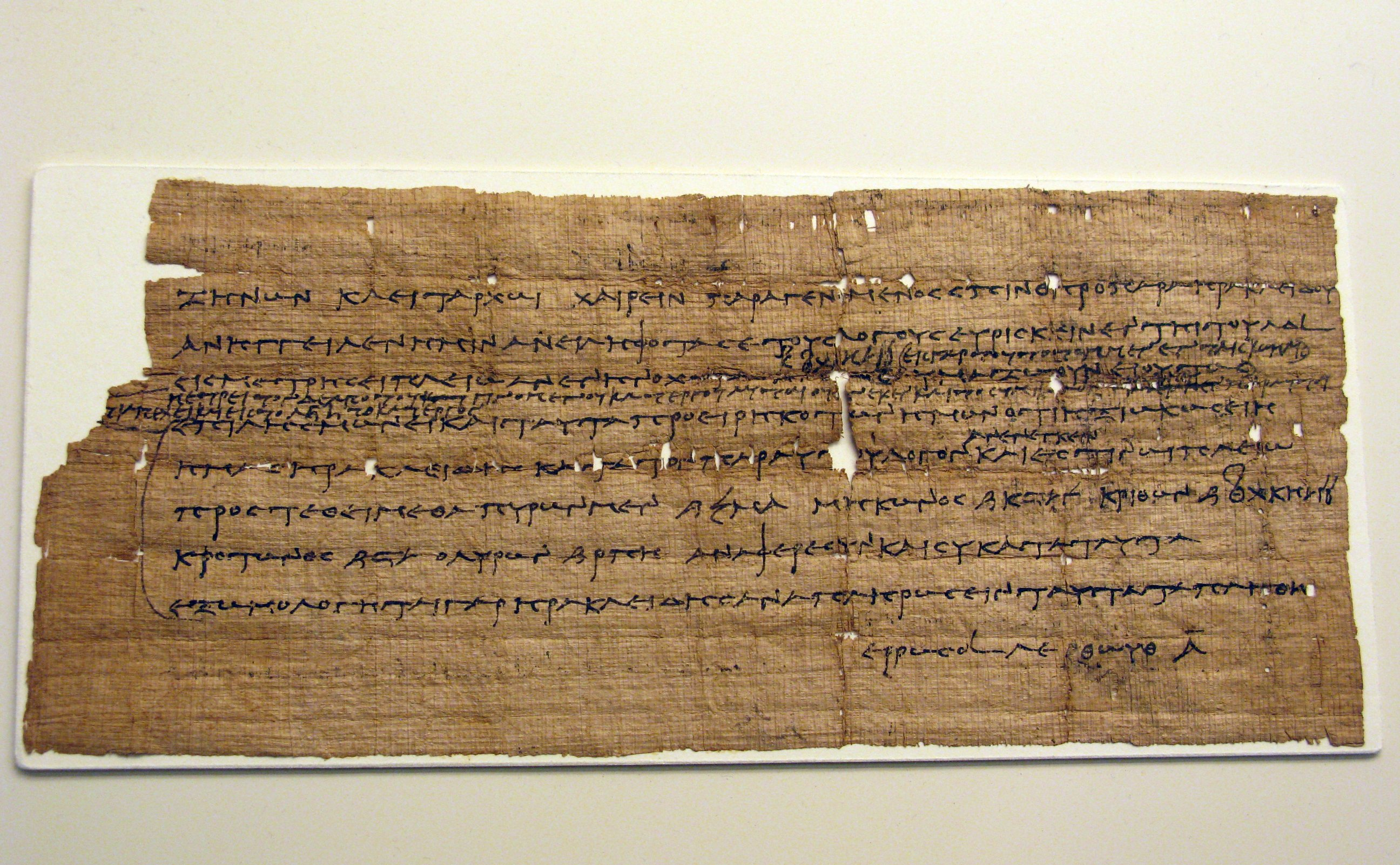
Fragment papirusu dotyczącego kwestii podatkowych, pochodzącego z archiwum Zenona

Archiwum Zenona (Papirusy Zenona) – zbiór egipskich papirusów z prywatnego archiwum hellenistycznych dokumentów urzędowych pochodzących z III wieku p.n.e.
Liczący ponad 3 tysiące tekstów spisanych w ówczesnej grece i w egipskiej demotyce, należał do Zenona z Kaunos, sekretarza i zarządcy ptolemejskiego ministra (diojkety) Apolloniosa. Dokumenty pochodzące z okresu 261-239 p.n.e. stanowią bogate źródło wiadomości o działaniu administracji i o życiu gospodarczym w czasach rządów Ptolemeusza II Filadelfosa. Zbiór dokumentuje również sprawy osadnictwa i środowiska Greków zasiedlających urodzajny rejon Fajum. 
Przypadkowego odkrycia w pobliżu miejscowości Kom el-Charaba dokonali zimą 1914-1915 roku (w kilka lat po przeprowadzonych wykopaliskach niemieckich) egipscy fellahowie poszukujący użyźniającego sebachu. Ze skrytki zawierającej kompleks zapisanych papirusów wydobyto osobiste archiwum Zenona, syna Agrafeona, pochodzącego z małoazjatyckiego Kaunos, który doszedł do majątku i znaczenia w opanowanym przez Aleksandra Macedońskiego Egipcie Lagidów, jako mąż zaufania i sekretarz wpływowego ministra królewskiego. Będąc właścicielem przyznanego mu wielkiego majątku ziemskiego w północno-wschodniej części żyznej oazy Fajum, sprawował następnie nadzór nad powierzoną mu fundacją pobliskiej osady Filadelfia. Zachowane archiwum stanowi spuściznę przeszło 20 lat jego administracyjnej działalności.
Miejscowi chłopi, będący odkrywcami znaleziska, stopniowo rozprzedawali dokumenty niewielkimi partiami podnosząc ich cenę. Nabywcami ich stały się zarówno instytucje naukowe, jak i osoby prywatne. W ten sposób jednolity zespół archiwalny uległ rozproszeniu w różnych krajach świata, gdzie znalazł się w kolekcjach miejscowych bibliotek i muzeów. Papirusy Zenona najliczniej trafiły do zbiorów Muzeum Egipskiego w Kairze, znaczna część dostała się do Stanów Zjednoczonych (University of Michigan, Columbia University, Duke University), wiele zgromadziło londyńskie British Museum i włoskie Società Italiana per la Ricerca dei Papiri Greci e Latini in Egitto, posiadają je również zbiory w Niemczech (uniwersytet w Heidelbergu), Grecji i Francji. 
Większość papirusów z tego zbioru zostało wydanych i opublikowanych przez brytyjskich papirologów – Campbella Cowana Edgara i Arthura Surridge Hunta (m.in. w tomach Select papyri).  